# 卡塔馬河毛鼻鯰
卡塔馬河毛鼻鯰，為輻鰭魚綱鯰形目毛鼻鯰科的其中一種，為熱帶淡水魚，分布於南美洲阿根廷Blanca湖流域，體長可達4.2公分，棲息在沙底質、水質清澈的底層水域，生活習性不明。

## 扩展阅读
維基物種上的相關：卡塔馬河毛鼻鯰